# Macromesus americanus
Macromesus americanus är en stekelart som beskrevs av Karl-Johan Hedqvist 1960. Macromesus americanus ingår i släktet Macromesus och familjen puppglanssteklar. Inga underarter finns listade i Catalogue of Life.